# Karol Wójcik
Karol Wójcik (ur. 28 października 1883 w Warszawie, zm. 10 marca 1941 w Auschwitz-Birkenau) – działacz polskiego ruchu robotniczego.

## Życiorys
Z zawodu był metalowcem. W latach 1909–1940 pracował w Warszawskiej Fabryce Drutu, Sztyftów i Gwoździ (tzw. Druciance) przy ul. Objazdowej 1. Był członkiem SDKPiL i KPP. Organizował strajki robotników branży metalowej, za co był represjonowany przez władze carskie i w 1907 roku zesłany na Syberię. 
W 1922 roku współorganizował Związek Proletariatu Miast i Wsi. W latach 1921−1929 był członkiem zarządu Kasy Chorych m.st. Warszawy. Długoletni działacz Związku Robotników Przemysłu Metalowego w Polsce, w latach 1933−1936 przewodniczący oddziału Warszawa Praga. Był organizatorem wielu strajków, za co był wielokrotnie aresztowany.
Po wybuchu II wojny światowej współtworzył podziemną organizację Sierp i Młot. 
W 1940 roku został aresztowany przez Niemców, osadzony na Pawiaku i wywieziony do obozu Auschwitz-Birkenau, gdzie zginął. 
Jego grób symboliczny znajduje się na stołecznym cmentarzu Bródnowskim (kw. 28C-3-8).

## Upamiętnienie
W okresie PRL jego imię nosiła fabryka, w której pracował (Warszawska Fabryka Sprężyn im. Karola Wójcika) oraz Szkoła Podstawowa przy ul. Jagiellońskiej 5. W 1951 roku przy wejściu do fabryki odsłonięto tablicę upamiętniającą Karola Wójcika.
W latach 1949–1991 jego imię nosiła obecna ulica ks. Ignacego Kłopotowskiego.